# Phyllomedusa bahiana
Phyllomedusa bahiana és una espècie de granota de la família dels hílids. És endèmica de Bahia i el Brasil. Els científics l'han vist en hàbitats de muntanya, entre 280 i 1000 metres sobre el nivell del mar.
Els seus hàbitats naturals inclouen boscos tropicals o subtropicals secs i a baixa altitud, montans secs, sabanes seques, zones d'arbustos, aiguamolls d'aigua dolça, zones prèviament boscoses ara molt degradades, estanys, canals i dics.
Aquesta granota s'ha observat als boscos que estan a prop de masses d'aigua permanents. La granota femella pon els ous sobre les fulles que sobresurten. Quan els ous es desclouen, els capgrossos cauen a l'aigua de sota.
Els científics consideren que hi ha un risc mínim que aquesta granota desapareguia causa del seu gran abast, tot i que hi ha alguna amenaça local de foc i altres factors que destrueixen els boscos. Entre els espais on hi ha aquesta espècie hi ha parcs protegits.